# باسكال ميليام
باسكال ميليام (3 مايو 1986 بيوغان في هايتي - ) هو لاعب كرة قدم هايتي في مركزي الوسط وwide midfielder ‏. شارك مع منتخب هايتي لكرة القدم. أما مع النوادي، فقد لعب مع شيكاغو فاير ونادي سليغو روفرز وTampa Bay Rowdies ‏ وSamutsongkhram F.C. ‏ وJacksonville Armada FC ‏ وتامبا باي راوديز وFidelis Andria 2018 ‏ والشيخ رسل كريه شقرا ‏ وAjax Orlando Prospects ‏ وAtlanta Silverbacks U23's ‏ وIMG Academy Bradenton ‏ وChicago Fire U-23 ‏.

## وصلات خارجية
- باسكال ميليام على موقع الاتحاد الدولي (مؤرشف)  (الإنجليزية)
- باسكال ميليام على موقع الاتحاد الأوربي (الإنجليزية)
- باسكال ميليام على موقع قاعدة بيانات كرة القدم.إي يو (الإنجليزية)
- باسكال ميليام على موقع ناشيونال فوتبول تيمز (الإنجليزية)
- باسكال ميليام على موقع Soccerway.com (الإنجليزية)
- باسكال ميليام على موقع AS.com (الإسبانية)